# Mikołaj Narajowski (zm. 1640)
Mikołaj Narajowski herbu Janina (zm. w 1640 roku) – sędzia lwowski w latach 1618-1639, podsędek lwowski w latach 1617-1618, miecznik lwowski w latach 1599-1617.
Sędzia kapturowy ziemi lwowskiej w 1632 roku.